# 17225 Аланшорн
17225 Аланшорн (2000 CS60, 1987 QR3, 1998 VS38, 17225 Alanschorn) — астероїд головного поясу, відкритий 2 лютого 2000 року.
Тіссеранів параметр щодо Юпітера — 3,548.